# Youssouf Sabaly
Youssouf Sabaly (* 5. března 1993 Le Chesnay) je senegalský profesionální fotbalista, který hraje na pozici pravého obránce za španělský klub Real Betis a za senegalský národní tým.

## Klubová kariéra
Narodil se na pařížské periférii v rodině senegalských přistěhovalců a od deseti let se připravoval v klubu Paris Saint-Germain FC, vedle fotbalu se věnoval také judu a košíkové. Působil v mládežnických reprezentacích Francie, byl semifinalistou mistrovství Evropy ve fotbale hráčů do 17 let 2010 a také členem týmu, který získal zlaté medaile na mistrovství světa ve fotbale hráčů do 20 let 2013 v Turecku. Téhož roku odešel z PSG na hostování do Evian Thonon Gaillard FC, v jehož dresu debutoval v Ligue 1. V sezóně 2015/16 hrál za FC Nantes a pak odešel do Bordeaux, kde v roce 2017 podepsal pětiletou smlouvu. V roce 2017 se rozhodl reprezentovat Senegal.

## Reprezentační kariéra
Byl nominován na mistrovství světa ve fotbale 2018, kde nastoupil ve všech třech zápasech základní skupiny (jeho tým skončil na děleném druhém místě s Japonskem a do osmifinále nepostoupil kvůli vyššímu počtu žlutých karet). Na Africkém poháru národů 2019 přispěl k postupu Senegalců do finále, kde podlehli Alžírsku. Sabaly byl zařazen do ideální jedenáctky turnaje.